# Ordre des Vertus (Égypte)
L'ordre des Vertus (ou Nishan al-Kamal) est un ordre féminin égyptien de chevalerie, en récompense du mérite.

## Histoire
L'ordre a été fondé le 14 avril 1915 par Hussein Kamal et rétabli sous la République en 1953.

## Classes
L'ordre est composé des quatre classes de mérite suivantes :
- Classe suprême
- 1re classe
- 2e classe
- 3e classe

## Insigne
- Le ruban est gris clair avec des bords dorés.

## Récipiendaires notables
- 1915 : Melek Tourhan, sultane consort d'Égypte, classe suprême ;
- 1917 : Nazli Sabri, reine consort d'Égypte, classe suprême ;
- 4 juillet 1927 : Mary de Teck, reine consort du Royaume-Uni, classe suprême ;
- 26 décembre 1927 : Soraya Tarzi, reine consort d'Afghanistan, classe suprême ;
- 30 février 1930 : Fawkia d'Égypte, classe suprême ;
- 1938 : Farida d'Égypte, reine consort d'Égypte, classe suprême ;
- 1939 : Tadj ol-Molouk, reine consort d'Iran, classe suprême ;
- 16 mai 1939 : Faouzia d'Égypte, reine consort d'Iran, classe suprême ;
- 1944 : Oum Kalthoum, première classe ;
- 1945 : Huda Sha'arawi, classe suprême[2] ;
- 1948 : Élisabeth II du Royaume-Uni, classe suprême ;
- 1950 : Alice Montagu-Douglas-Scott, duchesse de Gloucester, première classe ;
- 5 mai 1951 : Narriman Sadek, reine consort d'Égypte, classe suprême ;
- 1974 : Aishwarya Rajya Laxmi Devi Rana, reine consort du Népal, classe suprême ;
- 1975 : Anne-Aymone Giscard d'Estaing, première dame de France, classe suprême ;
- 1977 : Siti Hartinah, première dame d'Indonésie, classe suprême ;
- 1982 : Diana Spencer, princesse de Galles, classe suprême ;
- 1989 : Noor de Jordanie, reine consort de Jordanie, classe suprême ;
- 18 février 1997 : Sophie de Grèce, reine consort d'Espagne, classe suprême [3] ;
- 29 mai 2000 : Cristina d'Espagne, classe suprême ;
- 2024 : Mary Donaldson, reine consort de Danemark, classe suprême
- 2024 : Marie Cavallier, princesse de Danemark, classe suprême ;
- 2024 : Benedikte de Danemark, classe suprême ;
- Ingrid de Suède, reine consort de Danemark, classe suprême ;
- Élisabeth en Bavière, reine consort des Belges ;
- Dominique-France Picard, princesse d'Égypte, classe suprême ;
- Faiza d'Égypte, classe suprême ;
- Faika d'Égypte, classe suprême ;
- Fathia d'Égypte, classe suprême ;
- Fawzia Latifa d'Égypte, classe suprême ;
- Shivakiar Ibrahim, princesse d'Égypte ;
- Noal Zaher d'Afghanistan, princesse du Saïd, classe suprême.